# Fallen Angels – Jeder braucht einen Engel …
Fallen Angels – Jeder braucht einen Engel … (Originaltitel: Punk Love) ist ein 2006 in Portland, Oregon gedrehter Spielfilm des Autors und Regisseurs Nick Lyon. Die Hauptrollen spielen Chad Lindberg, Emma Bing und Max Perlich. Die internationale Premiere von Punk Love war auf dem Cinequest Film Festival, gefolgt vom Cannes Film Market am 16. Mai 2006.

## Handlung
Die 15-jährige Sarah hatte eine schwere Kindheit, da sie von ihrem Stiefvater missbraucht wurde. Zudem konsumiert sie Heroin, um diese traumatischen Ereignisse zu vergessen. Sie tut sich mit dem jungen Spike zusammen, und sie beschaffen sich durch kleinere Delikte und Gaunereien das Geld, das sie zum Überleben und zur Beschaffung der Drogen benötigen. Spike ist Musiker und hofft, dass ihm bald der Durchbruch gelingt und sich so ihre Situation verbessern wird. Sarahs Stiefonkel, der Bruder ihres Stiefvaters, ist Polizist, konsumiert Drogen und handelt auch damit. Um an Geld zu kommen, machen Sarah und Spike heimlich Fotos, die ihn beim Drogenhandel zeigen, und versuchen ihn damit zu erpressen. Der Plan misslingt, der Onkel versucht, beide zu töten. Sie können jedoch entkommen und Sarah gelingt es, das geheime Geldversteck des Onkels, das sie drei Jahre zuvor zufällig gefunden hatte, zu plündern. Daraufhin fahren sie mit dem Bus nach Portland und übernachten in einem Hotel. In einer Zeitung findet Spike eine Anzeige einer Band für ein Vorspielen, welches erfolgreich für ihn ausgeht. Auf dem Weg dorthin beginnen Spike und Sarah jedoch zu streiten, woraufhin Spike sie am Straßenrand zurücklässt. Ein Taxifahrer findet sie im strömenden Regen auf der Bordsteinkante sitzen und bietet ihr an, sie kostenlos mitzunehmen. Zögernd steigt sie zu ihm ins Auto. Zunächst ist er freundlich, verwickelt Sarah in ein Gespräch und stellt ihr viele Fragen. Sarah, die müde und erschöpft ist, bittet ihn, anzuhalten und sie herauszulassen. Der Fahrer fährt jedoch in eine einsame Gegend und unter einer Brücke schlägt und vergewaltigt er sie. Als Spike später ins Hotelzimmer zurückkommt, findet er Sarah schwer verletzt unter der Dusche.
Spike bringt sie in ein Krankenhaus und wartet nervös auf die Reaktion der Ärzte. Er fragt die Krankenschwester, ob er Sarah sehen könne. Sie antwortet, dass er aufgrund der gesetzlichen Regelungen warten muss, bis ihre Eltern da sind, die sie bereits angerufen hat. Er schleicht sich heimlich zu ihr und tröstet sie. Die Krankenschwester bittet ihn, das Zimmer zu verlassen, und als er im Flur wartet, schläft er schließlich ein. Als er aufwacht, stehen zwei Polizisten vor ihm, einer davon ist Sarahs Onkel. Sie nehmen Spike wegen Unzucht mit Minderjährigen fest. Während der Gerichtsverhandlung will die Richterin ihm noch eine Chance geben, wenn er sich schuldig bekennen würde. Spike erklärt jedoch, dass nicht das, was er getan habe, falsch sei, und wird zu einem Jahr Haft verurteilt. Daraufhin greift Spike Sarahs Stiefvater an und schreit, dass er Sarah zerstört habe und er an allem schuld sei. Als Sarah in ihrem Zimmer dabei ist, sich zu ritzen, kommt ihr Stiefvater herein und obwohl sie seelisch und körperlich noch verletzt ist, versucht er wieder, sie unsittlich zu berühren, doch sie wehrt sich und verlangt, dass er das Zimmer verlässt. Schließlich geht er. 
Ein Jahr später: In der Nacht wird Sarah von einem Klopfen am Fenster geweckt. Spike wurde entlassen. Er steht vor dem Fenster und sagt, sie solle ihre Sachen packen und mit ihm abhauen. Doch dann kommt plötzlich ihr Stiefvater ins Zimmer. Spike kann sich noch verstecken und hört dann, dass Sarah ihren Stiefvater ins Ohr beißt, damit er von ihr ablässt. Spike schlägt auf das Fenster ein und befiehlt dem Stiefvater, sofort aufzuhören. Im Haus entsteht daraufhin zwischen beiden ein Kampf, bei dem der Stiefvater Spike erwürgen will. Dann erschießt Sarah ihren Stiefvater. Sie erzählt ihrer Mutter schließlich, dass sie von ihm jahrelang missbraucht wurde. Spike und Sarah nehmen sein Auto und fahren nach Portland. Unter einer Brücke zerstören sie es, lassen es zurück und gehen zu Fuß weiter.
Spike versucht sich als Stricher und begleitet einen Freier in dessen Zimmer. Er fesselt ihn ans Bett, stiehlt ihm die Brieftasche und bezieht mit der gestohlenen Kreditkarte Geld. Spike und Sarah verbringen mehrere Nächte in einem teuren Hotel. Als das Geld aufgebraucht ist, müssen sie das Hotel verlassen und versuchen, sich durch kleine Diebstähle und Gaunereien über Wasser zu halten. Sie gehen zu Spikes Elternhaus, um sich von seiner Mutter zu verabschieden, da sie nach Kalifornien gehen wollen. Anschließend finden sie Unterschlupf in einem verlassenen Hotel.
Währenddessen besucht Sarahs Mutter die Mutter von Spike und erfährt, wo sich Sarah und Spike aufhalten könnten. Sie fährt mit Sarahs Stiefonkel im Polizeiwagen dorthin. Sarah und Spike können entkommen und werden von beiden verfolgt. Sarahs Onkel alarmiert seine Kollegen. Sie flüchten über eine Brücke, doch beide Seiten werden von Polizisten versperrt. Spike sagt Sarah nochmals, wie sehr er sie liebt. Daraufhin hebt er die Arme, um sich zu ergeben, aber der Onkel erschießt ihn. Sarah läuft danach an den Brückenrand und springt in die Tiefe.

## Kritik
Das Lexikon des internationalen Films sah ein „(m)äßiges Jugenddrama voller stereotyper Situationen und klischeehafter Bilder.“